# Gambijská vlajka

Gambijská vlajka
Poměr stran: 2:3

Vlajka Gambie nabyla platnosti v den vyhlášení nezávislosti, 18. února 1965. Je tvořena listem o poměru stran 2:3 se třemi vodorovnými pruhy – červeným, modrým a zeleným, které jsou odděleny bílými lemy. Poměr šířek pruhů je 6:1:4:1:6. Červená barva symbolizuje slunce a savany. Modrá barva symbolizuje řeku Gambii, která zemí protéká. Zelená barva symbolizuje zemi a lesy. Bílé lemy symbolizují mír.

Rozměry gambijské vlajky
Vlajka gambijského prezidenta Poměr stran: 3:4
Vlajka gambijských velvyslanců Poměr stran: 2:3

## Historie

Vlajka Britské západni Afriky (1870–1888) Poměr stran: 1:2
Vlajka guvernéra Britské západni Afriky (1870–1888) Poměr stran: 1:2
Gambijská vlajka (1889–1965) Poměr stran: 1:2
Vlajka gambijského guvernéra (1901–1965) Poměr stran: 1:2
Vlajka gambijského guvernéra (1965–1970) Poměr stran: 1:2